# Лидија (Луизијана)
Лидија (енгл. Lydia) насељено је место без административног статуса у америчкој савезној држави Луизијана.

## Демографија
По попису из 2010. године број становника је 952, што је 127 (-11,8%) становника мање него 2000. године.
| Група             | 2000.       | 2010.       |
| Белци             | 925 (85,7%) | 805 (84,6%) |
| Афроамериканци    | 121 (11,2%) | 102 (10,7%) |
| Азијати           | 10 (0,9%)   | 23 (2,4%)   |
| Хиспаноамериканци | 7 (0,6%)    | 7 (0,7%)    |
| Укупно            | 1.079       | 952         |